# Prefeitura de Genebra
O Hôtel de Ville de Genebra - o edifício da Prefeitura ou dos Paços do Concelho - é o local onde se reúne o governo da República de Genebra e os ministro do Cantão de Genebra. 

## Torre Baudet
A Torre Baudet do século XV é a parte mais antiga da câmara e onde se encontra a sala do concelho do estado. É num dos salões dessa torre que são recebidos todos os convidados de marca .

## Sala Alabama
Na origem do nome desta célebre sala está o facto de ter sido nela que foi assinado em 1872 a arbitragem entre os Estados Unidos da América e a Inglaterra, depois da guerra de Secessão, em relação ao navio inglês Alabama. 
Nela também foi assinado a 18 de Agosto de 1864 a Primeira Convenção de  Genebra que está na origem da Cruz Vermelha Internacional, e foi ainda nela que, a 15 de Novembro de 1920, teve lugar a Primeira assembleia geral da  Sociedade das Nações, que está na origem da ONU. 

## Outros: Hôtel de Ville
- Paris
- Bruxelas